# Windmotor Terhorne 1
De Windmotor Terhorne 1 is een poldermolen nabij het Friese dorp Terhorne, dat in de Nederlandse gemeente De Friese Meren ligt. De molen is een Amerikaanse windmotor met een windrad van 18 bladen en een diameter van 4,5 meter en is gebouwd in 1997, gebruik makend van een windmotor uit de polder Tolsma bij Sint-Nicolaasga. De molen staat bijna een kilometer ten oosten van Terhorne op het eiland Grootzand, dat deel uitmaakt van het Kameleondorp.